# 赛沃替尼
赛沃替尼（Savolitinib）商品名沃瑞沙（Orpathys），是一种实验性的小分子C-Met抑制剂。阿斯利康制药正在研究赛沃替尼以用于治疗癌症，同時赛沃替尼治療腺癌、非小细胞肺癌和肾细胞癌的 II 期临床试验也已展開。
2021年6月，国家药品监督管理局允許和记黄埔医药（上海）有限公司申报的赛沃替尼片上市。